# Изумительный мистер Лис
«Изумительный мистер Лис» (англ. Fantastic Mr. Fox) — сказка известного английского писателя Роальда Даля.

## Сюжет
Боггис, Банс и Бин — три самых жадных и злых фермера, каких только можно представить, — ненавидят мистера Лиса и его семью. Они стреляют в лис из ружей и собираются заморить их голодом. Но мистер Лис намного умнее фермеров, и у него есть хитрый, изумительный план.

## Экранизация
В 2009 году вышел кукольный анимационный фильм «Бесподобный мистер Фокс».